# 池田裁定
池田裁定（いけださいてい）は、1964年（昭和39年）11月9日に行われた日本の自由民主党の党首である総裁の選挙において、現総裁（内閣総理大臣）の池田勇人が、前北海道開発庁長官・科学技術庁長官の佐藤栄作を次期総裁に指名したことである。

## 経緯
1964年自由民主党総裁選挙で池田勇人総裁（内閣総理大臣）が対立候補の佐藤栄作らを退けて三選され、内閣改造を実施して政権継続となっていた。しかし、池田は総裁選前後から喉の痛みを訴えており、東大病院での検査に於いて喉頭がんとの診断結果が出たことが判明し、池田側近の前尾繁三郎や大平正芳が知ることとなる。
この年の9月には国際通貨基金（IMF）東京総会、10月には東京オリンピックと国家の重要行事が控えていたため、総理である池田の健康状態が国内外の政治・社会情勢に多大な影響を与えることを考慮して医師団や自民党幹部らは池田が喉頭がんであることを公表せず、また本人への告知をしなかった（当時は患者本人に対してがんの告知をしないことを多としていた）。
池田は9月7日にIMF総会で演説した後、9月9日に「慢性咽頭炎」を理由に国立がんセンターに入院し、同月25日に医師団は池田の病状について「前がん症状である」と発表した。
前尾は極秘裏に池田内閣の幕引きの準備に入り、退陣表明時期は東京オリンピック閉幕の翌日とした。前尾と大平は10月8日に国立がんセンター総長の比企能達と会い、池田に東京オリンピック終了直後の首相退陣勧告を要請した。比企は10月12日に症状について池田本人に対して説明し、その治療が長期に亘ることを伝えた上で暗に首相を退陣されることが良いことを示唆した。池田は比企から首相退陣について前尾と大平と相談したと伝えられると、進退を前尾と大平に委ねる決断をした。
東京オリンピック開催期間中、与党内の池田退陣への動きは完全に秘密が保たれ、東京オリンピック閉会式の翌日の10月25日に池田は入院先の国立がんセンターの病室に河野一郎国務大臣、川島正次郎自民党副総裁、三木武夫自民党幹事長、鈴木善幸内閣官房長官など政府・与党の幹部を招いて退陣の意向を伝えると共に、池田自らの退陣記者会見は行わずに自らの退陣表明の声明文を三木と鈴木に託して発表させた。
後継総裁には佐藤栄作、河野一郎、藤山愛一郎の3人が名乗りを上げた。11月4日に自民党両院議員総会を開催して「後継首相候補は両院議員総会で選び、新総裁は12月1日の臨時党大会で決定する」ことが確認された。
11月9日の朝に川島と三木は病床に池田を訪ねて、「党内の大勢は佐藤支持である」と報告して後継総裁に佐藤を推薦した。池田は「佐藤君が後継者として妥当だ」と述べ、あらかじめ用意されていた裁定文にて空欄としていた後継総裁の氏名欄に池田自らが佐藤栄作の名前を書いた。同日行われた自民党両院議員総会上で、川島は「後継首班候補に佐藤栄作君を指名する」との池田の総裁裁定文を読み上げ、了承された。同日に第47回臨時国会が召集され、第3次池田内閣が総辞職すると共に衆議院・参議院の本会議で実施された首班指名選挙にて自民党が候補とした佐藤栄作を第61代内閣総理大臣に指名し、第1次佐藤内閣が発足する。その後、自民党は12月1日に開催した臨時党大会に於いて佐藤を第5代党総裁に選出、これを以て佐藤総裁体制が正式にスタートした。

## 1964年12月自由民主党総裁選挙

### 選挙データ

#### 総裁
- 選挙前：池田勇人（第4代）
- 選挙後：佐藤栄作（第5代）

#### 投票日
- 1964年（昭和39年）12月1日

第15回臨時党大会で実施（無投票）。

#### 選挙制度
- 決選投票制

総裁公選規程に基づく公選
投票方法
秘密投票、単記投票、1票制
選挙権
党所属国会議員、党都道府県支部連合会地方代議員
被選挙権
党所属国会議員
有権者
（不明）
- 党所属衆議院議員：（不明）
- 党所属参議院議員：（不明）
- 地方代議員　　　：046

### 選挙活動

#### 候補者
立候補制ではなかったものの、池田総裁から後継指名を受けた。
| 佐藤栄作                                                                              |
|                                                                                       |
| 衆議院議員 （7期・山口2区） 北海道開発庁長官（1963-現職） 党政務調査会長（1957-1958） |
| 周山会 （佐藤派）                                                                     |
| 山口県                                                                                |

### 選挙結果
無投票。